# Moscheea lui Sinan Pașa
Moscheea lui Sinan Pașa este o moschee din Istanbul, Turcia. Ea a fost construită de către marele arhitect Mimar Sinan pentru amiralul Sinan Pașa. Moscheea găzduiește mormântul amiralului Barbaros Hayrettin Pașa.